# Tyle słońca w całym mieście (singel)
Tyle słońca w całym mieście – szósty singel Anny Jantar z albumu Tyle słońca w całym mieście wydany w 1974 roku.
Autorem tekstu jest Janusz Kondratowicz, a kompozycję napisał mąż wokalistki – Jarosław Kukulski. Utwór znalazł się również w ścieżce dźwiękowej Białe tango, Bal na dworcu w Koluszkach, Jaskółka. Utwór zajmował 1. miejsce na liście przebojów Liście Przyjaciół Przebojów Radiowej Jedynki, 2. miejsce na Wakacyjnej Liście Przebojów, oraz w 1999 roku wykonany przez córkę wokalistki – Natalii Kukulskiej zajmował 19. miejsce na Liście Przebojów Programu Trzeciego.
W czerwcu 2023 nagranie uzyskało certyfikat złotej płyty.
Covery do tego utworu wykonały: córka Anny Jantar – Natalia Kukulska, Julia Kamińska, Marika, Agnieszka Włodarczyk, Joanna Węgrzynowska, Nina Kodorska, Elżbieta Romanowska, Olga Bończyk, Anna Żebrowska oraz żeńskie gwiazdy disco polo.
Melodia tej piosenki została także wykorzystana przez zespół Zbeer w street punkowym utworze pod znamiennym tytułem „Natalka”. Utwór po raz pierwszy został umieszczony na kasecie magnetofonowej z 2000 r. pt. "Time to Unite", a wiele lat później w 2018 r. na drugiej płycie zestawu 2CD pt. "Co nam zrobisz?" wydanej przez Jimmy Jazz Records oraz na limitowanej płycie winylowej wydanej w 2020 r. pod pierwotnym tytułem przez Enigmatic Records.
Wersję anglojęzyczną zatytułowaną „Stay” wypromowała Betty Dorsey w 1976 roku.